# Nati negli anni '80
Nati negli anni '80 è il quarto album studio dei Duracel.

## Tracce
1. Nati negli anni ‘80 - 2.50
2. Deejay - 2.28
3. Canzone per un amico - 3.55
4. Una ragazza che va in Tivù - 2.37
5. La Smemoranda - 2.39
6. Stanotte - 2.38
7. Io ti difenderò - 3.17
8. Hanno ammazzato il Rock 'n' Roll - 2.40
9. Non voglio diventare come un VIP - 2.55
10. La rete del niente - 2.52
11. Non capisco più i giovani - 3.19
12. Non bruciavano così - 3.31

## Formazione
- Zamu - voce, basso
- Umbre - chitarra
- Vale - chitarra
- EL Bocia - batteria